# Paracrepidomenus
Paracrepidomenus là một chi bọ cánh cứng trong họ 
Elateridae.
Chi này được miêu tả khoa học năm 1906 bởi Schwarz.

## Các loài
Các loài trong chi này gồm:
- Paracrepidomenus filiformis (Candèze, 1863)
- Paracrepidomenus linearis (Schwarz, 1903)
- Paracrepidomenus surrufus Calder, 1986
- Paracrepidomenus tasmanicus (Candèze, 1863)